# Mato Miloš
Mato Miloš (ur. 30 czerwca 1993 w Puli) – chorwacki piłkarz występujący na pozycji obrońcyw polskim klubie Odra Opole, reprezentant Chorwacji.